# 百老匯交匯車站
百老匯交匯車站（英語：Broadway Junction station）是美國紐約地鐵一個車站複合群，由高架的BMT卡納西線和BMT牙買加線，以及地下的IND福爾頓街線共用。同時此站也有福爾頓街高架鐵路停靠，直至1956年該線停駛。位於布魯克林東紐約和貝德福德-斯圖弗森的邊界，百老匯、福爾頓街和凡希克凌大道的交界。閘機區位於福爾頓街線車站的東端。
此站設有以下列車服務：
- A線、J線、L線列車（任何時候停站）
- C線、M線列車（任何時候停站（深夜除外））
- Z線列車（僅繁忙時段的尖峰時段停站）

## 車站結構
| 3F       | 跨線橋                           | 月台之間轉乘                                                                                |
| 2F 月台  | 北行                             | 往第八大道（布什維克大道-阿伯丁街）                                                         |
| 2F 月台  | 島式月台，只有往第八大道左側開門 |                                                                                             |
| 2F 月台  | \| \| 南端分隔 \|                |                                                                                             |
| 2F 月台  | 島式月台，不使用，此側不開門     |                                                                                             |
| 2F 月台  | 南行                             | 往卡納西-洛克威公園道（大西洋大道）                                                         |
| 2F 月台  | 側式月台，右側開門               |                                                                                             |
| 2F 月台  | 夾層                             | 轉乘層                                                                                      |
| 1F 月台  | 南行                             | 往寬街（早上尖峰時段哈爾西街、其餘時間昌禧街） · 早上尖峰時段往寬街（昌禧街）               |
| 1F 月台  | 島式月台，左側開門               |                                                                                             |
| 1F 月台  | 尖峰時段                         | 平日往森林小丘-71大道，週末往埃塞克斯街（昌西街）                                           |
| 1F 月台  | 島式月台，左側開門               |                                                                                             |
| 1F 月台  | 北行                             | 往牙買加中心-帕森斯/射手（阿拉巴馬大道） · 黃昏時段往牙買加中心-帕森斯/射手（阿拉巴馬大道） |
| G        | 街道層                           | 出入口                                                                                      |
| B 月台層 | 北行                             | 往168街（ 深夜時往英伍德-207街（洛克威大道）                                                |
| B 月台層 | 島式月台，左/右側開門            |                                                                                             |
| B 月台層 | 北行快速                         | 往英伍德-207街（猶提卡大道）                                                                |
| B 月台層 | 南行快速                         | 往勒弗茲林蔭路/遠洛克威/洛克威公園（尤克利德大道）                                          |
| B 月台層 | 島式月台，左/右側開門            |                                                                                             |
| B 月台層 | 南行                             | 往尤克利德大道（ 深夜時往遠洛克威）（自由大道）                                             |
|          | 南端分隔                         |                                                                                             |

百老匯交匯車站是由三個車站組成，其中兩個是BMT牙買加線及BMT卡纳西线的高架車站，另一個是IND福爾頓街線的地下車站。IND站可以由位在交匯車站東側的地面層的建築物進入，有樓梯可以到月台層。BMT的二個車站可以從地面層乘坐新架設的電扶梯到上方的中層樓，比BMT牙買加線高，和BMT卡纳西线同層。有人行橋從上方的中層樓到BMT卡纳西线的北側月台。

### 出入口
檢票口在車站大廳內，有旋轉的驗票閘門。檢票口蓋在IND線車站的旁邊，其南邊是凡辛德倫大道和福爾頓街，北邊是特魯克斯頓街及百老匯，這也是整個車站唯一的出入口。車站大廳也有一個警察管理區（纽约市警察局地鐵警察33區）的據點，位在建築物的最南端。這個車站以前是纽约市警察局地鐵警察33區辦公室的一部份。車站大廳鄰近卡拉漢-凱里游乐场，在凡辛德倫大道西邊不遠的地方
在薩克曼街西側的公園有一個IND路線的通風用建築，以前那裡可能也有另外一個IND車站的出口，不過目前找不到相關的資料佐證。

## BMT卡納西線月台
BMT卡納西線的百老匯交匯車站設有兩條軌道，一個島式月台和一個側式月台。北行往曼哈頓的列車使用島式月台，而南行往卡納西-洛克威公園道的列車使用側式月台（與IRT萊辛頓大道線的滾球綠地車站有類似的配置）。然而與滾球綠地車站不同，後者如有需要可以使用島式月台。
車站在1928年7月14日開放，是紐約市內其中一個最高的高架月台，跨過已經高架的BMT牙買加線月台。然而車站月台非常高的情況下，在北端卻要進入隧道。車站此端快速向下傾斜，月台端距離隧道入口只有約200碼的距離。此處安裝了新的剪式橫渡線。
北行月台的南端分岔成兩條「腿」，連接兩條正常情況下不使用、卡納西線與牙買加線的接駁軌道。偶而路線改道之時將使用這些軌道。南行軌道在北行月台兩條「腿」的中間昇上來，而北行「高架橋」在車站東面接近訊號塔時進入急彎。1999年起此站進行一系列翻新，興建了新的上跨道和拆除了危險的下跨道。
2001年安裝了新的藝術品，是由Al Loving製作的《布魯克林，新早晨》（Brooklyn, New Morning）。

## BMT牙買加線月台
BMT牙買加線上的百老匯交匯車站是快車停靠的車站，有三條軌道以及兩個島式月台。中間的快車軌道臨時作為M線列車總站，在車站的兩側都有軌道連接東紐約車輛段。列車可以途經此站進入車輛段，或是從車輛段途經此站進入牙買加線。
此站最早叫做百老匯-東園道車站（Broadway – Eastern Parkway），因為其出入口在車站的極東側，該出入口已封閉，但街梯和車站屋仍然存在。在月台中間，在大約康威街的位置曾有第二個檢票口，不過也已經封閉，也在2000年左右拆除。舊福爾頓高架鐵路軌道的鐵架可以在車站複合的月台下方部分看見。每個月台有兩條樓梯接到交匯車站較上面的夾層。夾層在月台上方，利用兩條較長電扶梯連接卡納西線車站及地面層的出入口。地面層有通道通到IND福爾頓街線及檢票口。夾層比月台要多延伸1/3的長度，是用混凝土所作的。一度有窗戶，不過後來已經封閉。

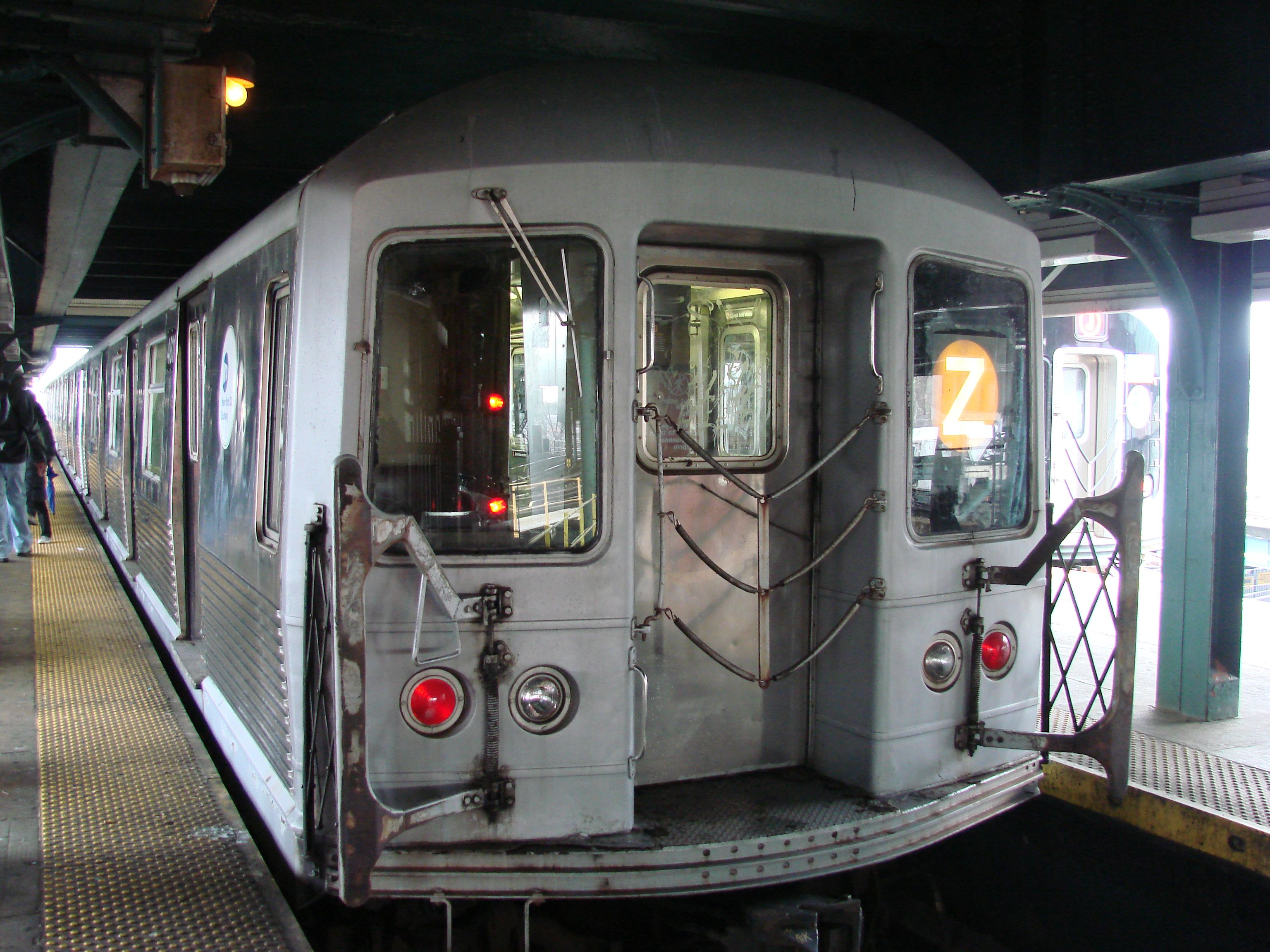
車站的R42 Z列車
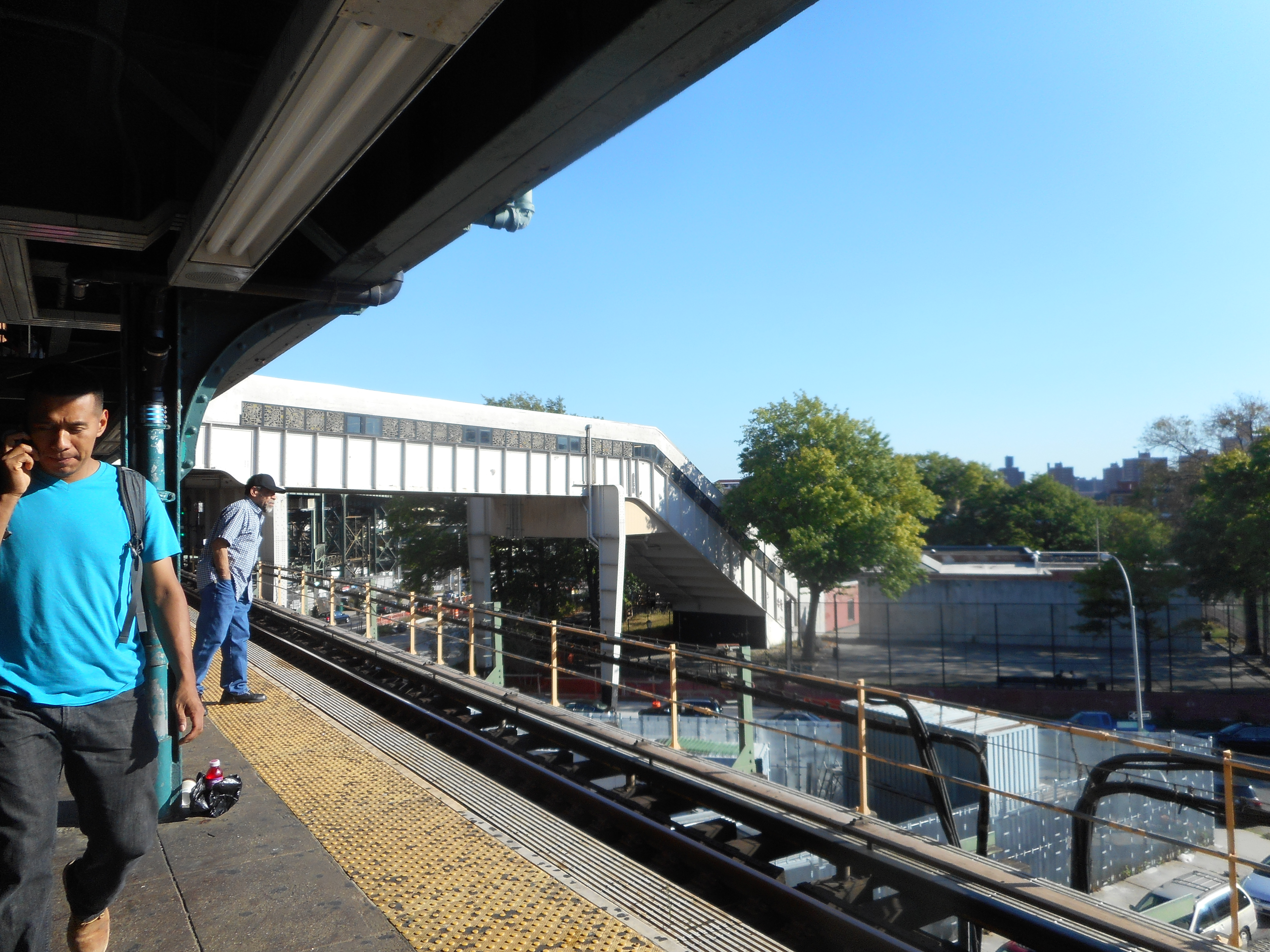
牙買加線到福爾頓街線的天橋

## IND福爾頓街線月台
IND福爾頓街線上的百老匯交匯車站，以前稱為「百老匯-東紐約車站」（Broadway–East New York）是一個有四條軌道軌、兩個島式月台的快車地鐵站。
此車站在1930年代興建，在美國參與第二次世界大戰時幾乎完工，但因為物資短缺而停工，在戰後繼續施工，完成了必要的軌道及維修工程，並且興建了到BMT線的電扶梯。43公尺電扶梯的合約在1945年11月7日交由奧的斯電梯公司負責。此車站在1946年12月30日開始營運，不過電扶梯因為材料供應問題，延至1948年7月1日才完成。同時也建立了和車站在一起的卡拉漢-凱里遊樂場。在1950年代早期，為了可停放11節車廂的列車，將月台長度延伸到660英呎。
這個車站的瓷磚帶相當特別，結合了光澤和啞光的瓷磚，其中在邊緣有鈷藍色的光澤，中間部份則是藍莓色的啞光部份。車站在2003年更名，牆上瓷磚上的EASTAN改為對應字形的JUNCTION。在往皇后區一側的月台有一個仍運作中的控制塔。
在車站的東側，隧道往左右两侧擴展，配合區間軌分支出來的額外軌道。這個鐘口是為了計劃中、延長BMT牙買加線的延伸線而設計，或是為了另一個計劃中的牙買加大道地鐵而設計。這個钟口不是為了IND第二系統所預備，其年代可以追溯到較早期的IND福尔顿街线計劃，當時是將此車站以西的軌道和此車站東邊的二條線連接：BMT牙买加线以及到勒弗茲林蔭路車站BMT福尔顿街线（最後還是在格蘭特大道車站連到IND福尔顿街线）。其中一個鐘口是緊急出口。

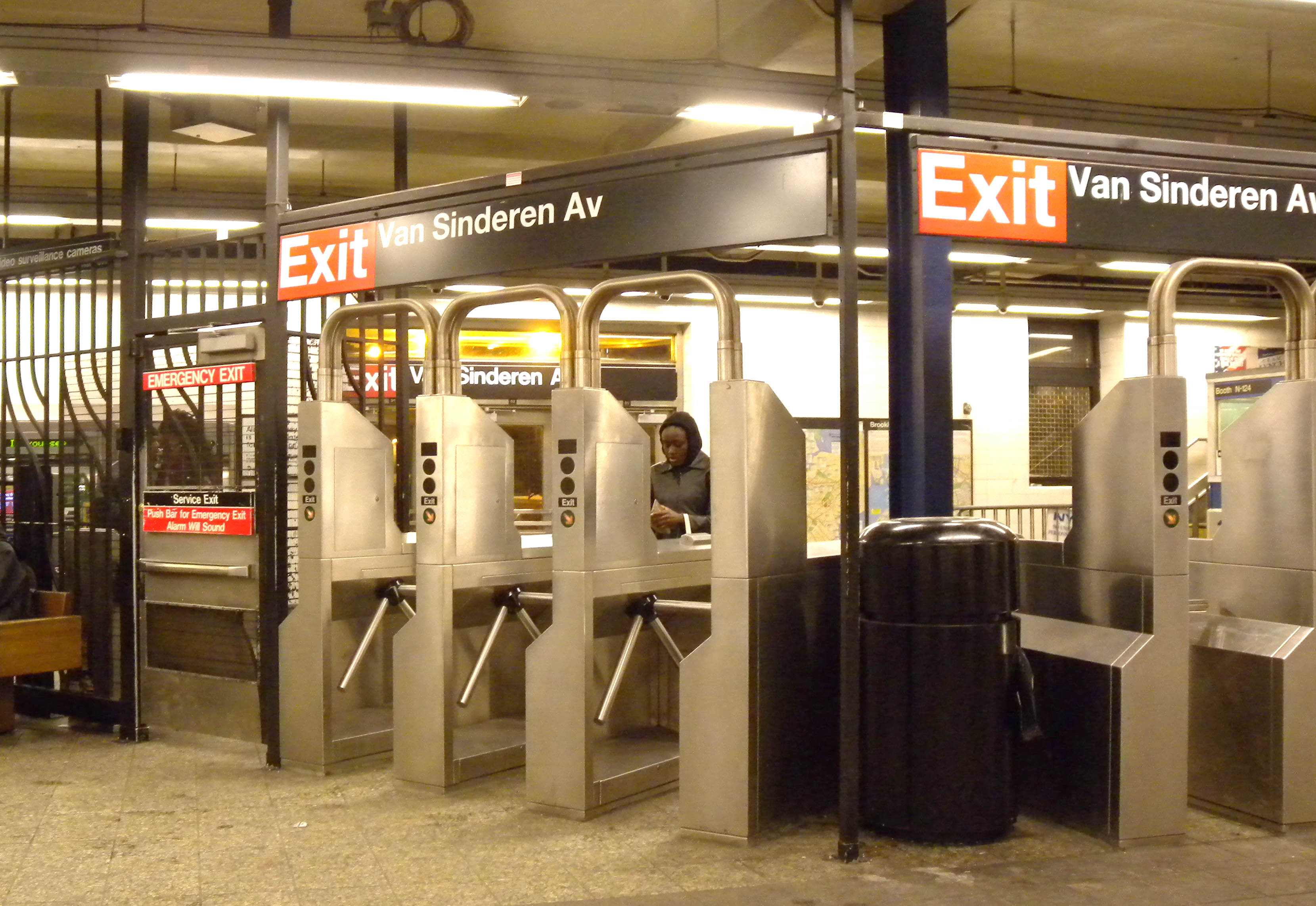
凡辛德倫大道的入口
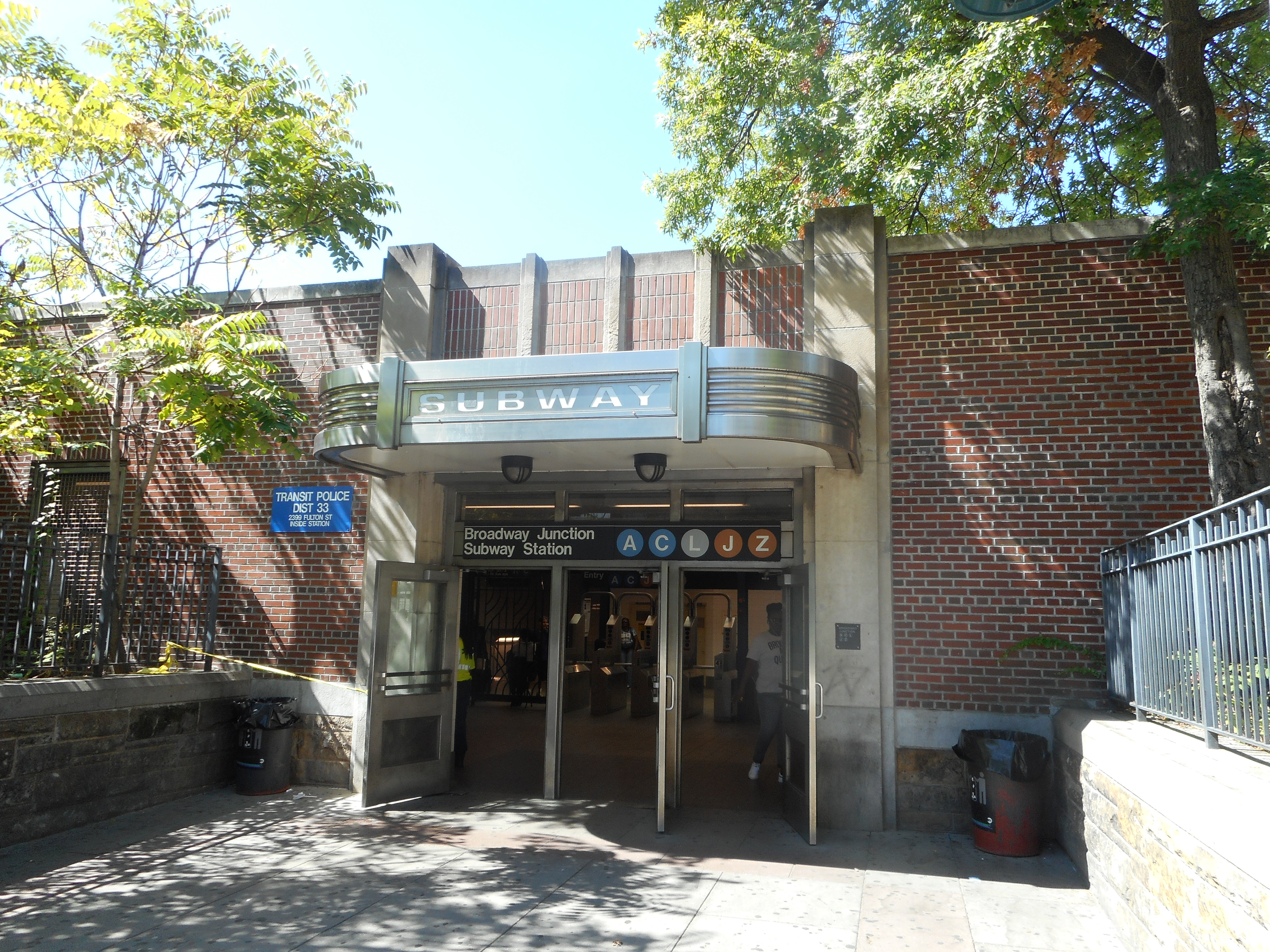
另一條街道上的入口

## 外部連結
- nycsubway.org—BMT Canarsie Line: Broadway Junction
- nycsubway.org—BMT Jamaica Line: Broadway Junction
- nycsubway.org—IND Fulton: Broadway/East New York
- Station Reporter — Broadway Junction Complex
- The Subway Nut — Broadway Junction – East New York (A,C) Pictures （页面存档备份，存于）
- The Subway Nut — Broadway Junction – Eastern Parkway (J,L,Z) Pictures （页面存档备份，存于）
- MTA's Arts For Transit — Broadway Junction
- Van Sinderen Avenue entrance from Google Maps Street View (the only entrance into the entire complex)
- Canarsie Line platforms from Google Maps Street View
- Jamaica Line platforms from Google Maps Street View （页面存档备份，存于）
- IND platforms from Google Maps Street View （页面存档备份，存于）